# Graševci
Graševci (cyr. Грашевци) – wieś w Serbii, w okręgu rasińskim, w gminie Brus. W 2011 roku liczyła 411 mieszkańców.